# شکرپاره‌واران
شکرپاره‌واران (نام علمی: Proteoideae) نام یک زیرخانواده از تیره شکرپارگان است.